# Frankenfelder Grenzgraben
Der Frankenfelder Grenzgraben ist ein Meliorationsgraben und orographisch linker Zufluss des Pfefferfließes auf der Gemarkung der Stadt Luckenwalde sowie der Gemeinde Nuthe-Urstromtal im Landkreis Teltow-Fläming in Brandenburg.

## Verlauf
Der Graben beginnt auf einer landwirtschaftlich genutzten Fläche nördlich von Frankenfelde, einem Ortsteil der Stadt Luckenwalde. Von dort verläuft ein erster Strang auf einer Länge von rund 530 m in südlicher Richtung. Er trifft dort auf einen weiteren Strang von rund 150 m Länge, der von Osten kommend sich mit ihm vereint. Das Wasser östlich dieser Verbindung wird durch den Berkenbrücker Schöpfwerksgraben ebenfalls in das Pfefferfließ entwässert. Der Graben zieht nun auf einer Länge von rund 1,6 km in westlicher Richtung und erreicht das Gemeindegebiet der Gemeinde Nuthe-Urstromtal. Er durchläuft ein Waldgebiet, das sich südöstlich des Nuthe-Urstromtaler Ortsteils Gottsdorf befindet. Westlich von diesem durchquert er eine landwirtschaftlich genutzte Fläche und entwässert nach rund 670 m in das Pfefferfließ. Auf der genannten Fläche verläuft ein weiterer Strang des Grabens in nördlicher Richtung und entwässert dann im Dorfzentrum von Gottsdorf ebenfalls in das Pfefferfließ.